# ZIL-4104
Der ZIL-4104 ist eine Repräsentationslimousine des russischen Herstellers ZIL mit V8-Motor und Automatikgetriebe. Das Fahrzeug wurde ab 1978 als Staatskarosse für die sowjetische Führung hergestellt. Die Karosserie wurde 1985 in Details geändert.

## Fahrzeuggeschichte
Der ZIL-4104 wurde im Jahre 1978 als Nachfolger des ZIL-114 vorgestellt, aber nach wie vor nur für die sowjetische Führung sowie die Führung befreundeter Staaten im Rahmen des RGW gebaut. Der 4104 war wiederum keine Neukonstruktion und unterschied sich vom ZIL-114 hauptsächlich durch einen größeren V8-Motor mit 7,7 statt 7,0 Litern sowie einige stilistische und technische Verbesserungen. In den 1990er-Jahren erschien eine nochmals in Details verbesserte Version mit der neuen Bezeichnung ZIL-41041 für die Version mit normalem Radstand sowie ZIL-41047 für die Langversion. Der Exportpreis für einen ZIL-41047 betrug Mitte der 1990er-Jahre ca. 250.000 US-$.
Der Wagen wird mit einem 7,7 Liter V8-Motor angetrieben und entwickelt 232 kW (315 PS). Der ZIL-41041 hat vier Türen und fünf Sitze. Das Leergewicht liegt bei 3160 kg, das maximal zulässige Gesamtgewicht beträgt 3560 kg. Die Pullman-Ausführung (ZIL-41047) hat sieben Sitze und ein Leergewicht von 3550 kg, bei einer maximal zulässigen Gesamtlast von 4110 kg.
Das Fahrzeug wurde auch nach dem Ende der Sowjetunion auf Nachfrage einzeln gefertigt, war aber technisch seit 1985 nicht mehr weiterentwickelt worden. Der Motor hatte bis zuletzt einen Vergaser. 2002 endete die Produktion, da keine Aufträge mehr eingingen. Auf der Internetseite des Herstellers wurde der Wagen aber noch jahrelang angeboten. 2010 wurden noch einmal drei offene Wagen gefertigt, für die Teilnahme an Paraden am Tag des Sieges.
2012 wurde der Prototyp eines nochmals modernisierten Modells vorgestellt, des ZIL-4112R. Zu Aufträgen durch die russische Regierung kam es jedoch nicht. Präsident Wladimir Putin soll sich bei einer Besichtigung negativ über das neue Modell geäußert haben, das erkennbar immer noch auf dem Vorgängermodell aus den 1970er Jahren basiert. Putin veranlasste daraufhin, dass mit dem Aurus Senat eine komplett neue Luxuslimousine entwickelt wurde.
Etwa 2013 ging ZIL in die Insolvenz. Das Werk in Moskau wurde später abgerissen.

## Modellvarianten
Die Limousine wurde in folgenden Versionen produziert:
- ZIL-4104 – Startmodell der folgenden Serie, auch als ZIL-115 bekannt; 1977–1983
- ZIL-4105 – Limousine ZIL-4104, jedoch gepanzert
- ZIL-41041 – Sedan mit kurzem Radstand von 3,30 m, Länge 5,75 m
- ZIL-41042 – Kombiversion als Rettungseinsatzfahrzeug, auch als ZIL-115A bekannt
- ZIL-41043 – Kombiversion als Bestattungsfahrzeug
- ZIL-41044 – Cabriolet mit kurzem Radstand
- ZIL-41045 – Modellüberarbeitung des Startmodells ZIL-4104, ab 1983/1985
- ZIL-41046 – Modell mit erweiterter Ausstattung (meist nachrichtentechnisch, bei Einsatz als präsidiales Begleitfahrzeug)
- ZIL-41047 – Limousine mit langem Radstand von 3,88 m, Länge 6,33 m.
- ZIL-41052 – Limousine ZIL-41047, jedoch gepanzert
- ZIL-4112R – Modellüberarbeitung, nicht nur optisch, vor allem technisch; jedoch ausschließlich gepanzert, zur präsidialen Nutzung

ZIL fertigte in den 1980ern für den Eigengebrauch unter Zuhilfenahme von Lkw-Komponenten drei Pick-ups auf Basis von Fahrgestellen des ZIL-4104, die hauptsächlich für den innerbetrieblichen Warentransport genutzt wurden. Entsprechende Konstruktionen hatte es schon in den Jahrzehnten davor auf den Chassis älterer Limousinen gegeben. Eine Serienfertigung erfolgte nicht, obwohl sie nach dem Zerfall der Sowjetunion kurzzeitig in Erwägung gezogen wurde.

## Technik
Motor
- Bezeichnung: ZIL-4104

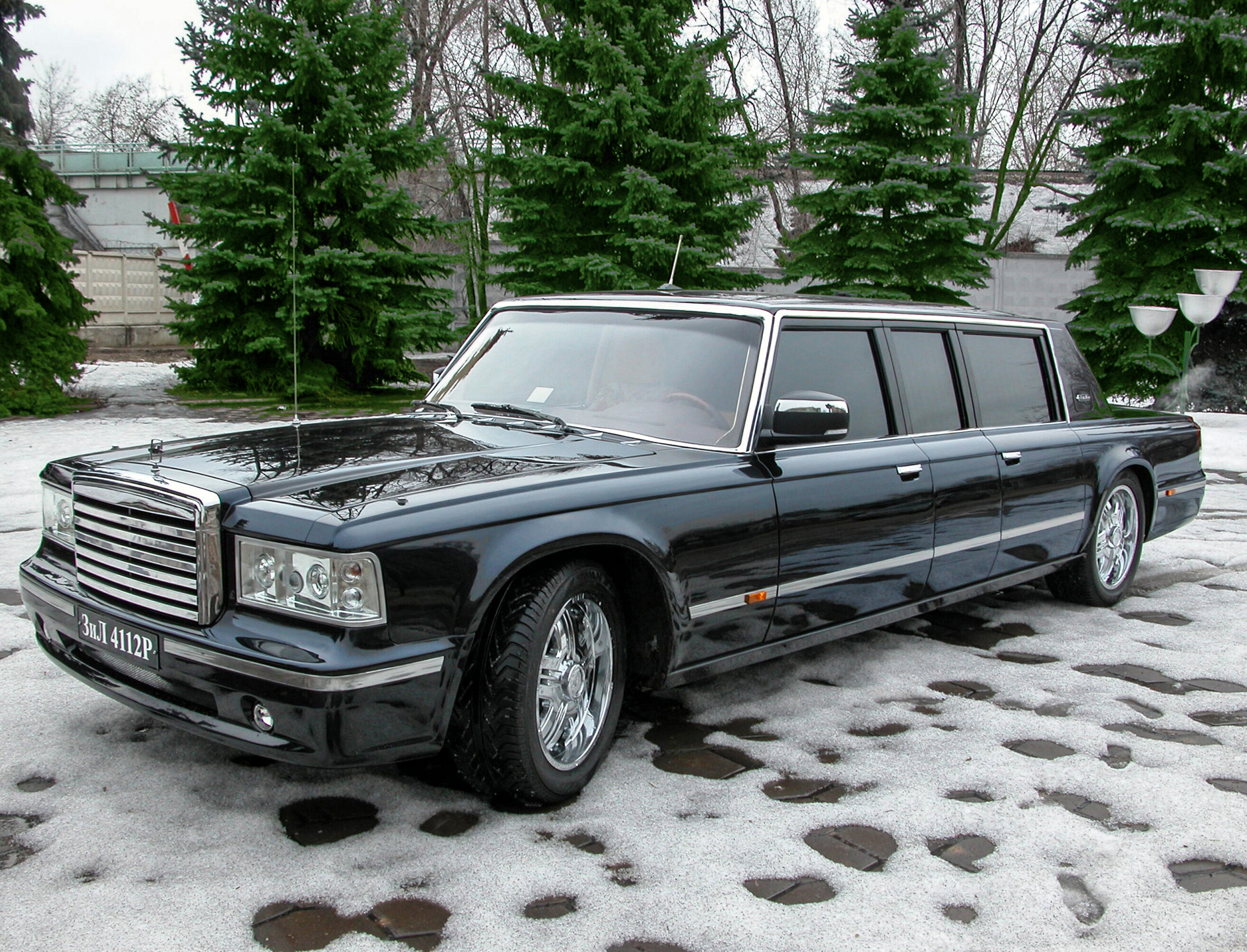
ZIL-4112R

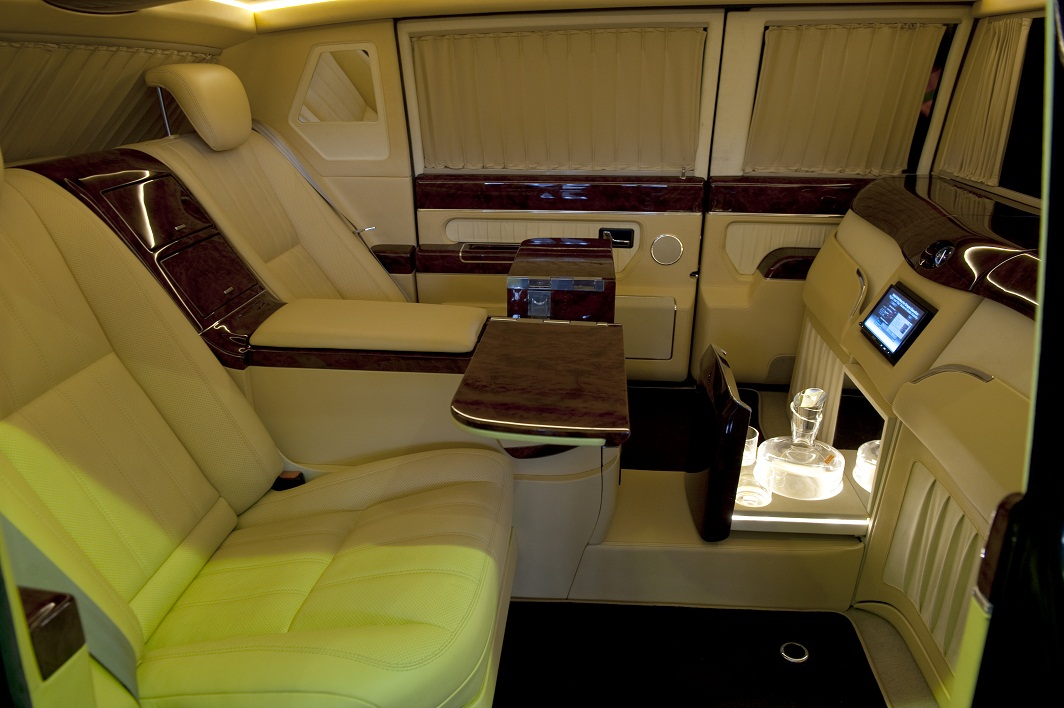
Innenraum ZIL-4112R

- V8, Zylinderbankwinkel 90°; Bohrung 108 mm; Hub 105 mm; 7695 cm³ Hubraum; Verdichtungsverhältnis 9,3:1
- 232 kW (315 PS) bei 4400 min−1; 30,1 kW/l (41 PS/l); 608 Nm bei 2500 min−1
- Benzinqualität 95 ROZ
- Zentrale kettengetriebene Nockenwelle; 5-fach gelagerte Kurbelwelle; Öl 10,5 l; Vierfachvergaser. Die Wasserkühlung hat einen Inhalt von 21,5 Litern.

Die Limousine ist mit zwei Batterien mit je 180 Amperestunden ausgestattet.
Kraftübertragung (auf Hinterräder)
- 3-Stufen-Automat: I. 2,02; II. 1,42; III. 1; R 1,42; Achse 3,62

Fahrgestell und Fahrwerk
Kastenrahmen mit Traversen; vorn sind doppelte Dreiecksquerlenker eingebaut mit Torsionsfederstäben und einem Kurvenstabilisator. Die starre Hinterachse hängt an Blattfedern. Vorn und hinten sind zusätzlich Teleskopdämpfer vorhanden. Vierrad-Scheibenbremse (vorn belüftet), Scheibendurchmesser vorne 32,8 cm, hinten 33,5 cm, Fußfeststellbremse auf Hinterräder, Kugelumlauflenkung mit Servo, Treibstofftank 120 l, Reifen 245/70 R 16, Felgen 7 J.
Der Radstand des ZIL-41041 beträgt 3,30 m, die Bodenfreiheit 17 cm. Er hat einen Wendekreis von 14,60 m bei einer Länge von 5,75 m und einer Breite von 2,085 m. Die Höhe beträgt 1,50 m. Die Maße für die Pullman-Version ZIL-41047 sind größer: Radstand 3,88 m; Wendekreis 15,20 m; Länge 6,33 m.
Als Fahrleistungen sind vom Werk angegeben:
ZIL-41041
- Höchstgeschwindigkeit 200 km/h
- Geschwindigkeit bei 1000 min−1 im 3. Gang: 38 km/h
- Beschleunigung von 0 bis 100 km/h in 12 s
- Leistungsgewicht: 13,1 kg/kW (9,6 kg/PS)
- Verbrauch bei 90/120 km/h: 17/21 l/100 km

ZIL-41047
- Höchstgeschwindigkeit: 190 km/h; Beschleunigung von 0–100 km/h in 13 s
- Verbrauch bei 90 bzw. 120 km/h: 22/26 l/100 km